# Čechy u Přerova
Čechy (deutsch Tschech) ist eine Gemeinde mit 330 Einwohnern in Tschechien. Sie liegt sieben Kilometer südöstlich von Přerov und gehört zum Okres Přerov. Die Katasterfläche beträgt 454 ha.

## Geographie
Čechy liegt in der Hanna am rechten Ufer der Moštěnka und ist mit der östlichen Nachbargemeinde Domaželice zu einer Einheit zusammengewachsen. Durch den Ort führt die Staatsstraße 150 von Přerov nach Bystřice pod Hostýnem.
Nachbarorte sind Podolí im Norden, Hradčany im Nordosten, Nahošovice und Turovice im Westen, Líšná und Mariánov im Süden, Beňov im Südwesten, Prusy im Westen sowie Želatovice im Nordwesten.

## Geschichte
Die erste urkundliche Erwähnung von Čechy findet sich 1358 in der Olmützer Landtafel. Der ursprüngliche Landadelssitz kam 1487 an die Burg Prerau. Insbesondere im 16. Jahrhundert wechselten die Besitzer, zu denen die von Cimburk, die Kostka von Postupice, Wilhelm II. von Pernstein, die Žerotíner, Jan Karas z Dudlebenky, die Kokořovec von Kokořov sowie Václav Vahanský von Vohančice gehörten, sehr häufig. 1687 erwarben die Grafen von Oppersdorf Čechy.
Nach der Ablösung der Grundherrschaften wurde Čechy 1850 zu selbstständigen Gemeinde. Die Grundbesitz gelangte 1839 über Familienverbindungen an Karl Freiherr von Badenfeld.
1974 wurde ein Freibad eingeweiht. Der frühere Gutshof Mariánov dient seit 1982 als Trainingsstätte für Spitzenrennpferde.

## Sehenswürdigkeiten
- Glockenturm, errichtet in der zweiten Hälfte des 18. Jahrhunderts
- Kriegerdenkmal, 1920 aufgestellt
- Christus am Kreuz, auf dem Gutshof

## Gemeindegliederung
Für die Gemeinde Čechy sind keine Ortsteile ausgewiesen. Zur Gemeinde gehört die Einschicht Mariánov (Marianin).